# Drypetes
Drypetes és un gènere de plantes dins la família Putranjivaceae. Anteriorment es posava dins la família Euphorbiaceae, tribu Drypeteae i era l'únic gènere zoòcor pantropical dins la família. Aquest gènere consta d'unes 200 espècies.
Junt amb Putranjiva, també dins les Putranjivaceae, conté les úniques plantes conegudes fora de les Brassicales que tenen olis de mostassas.

## Sinonímia
- Anaua Miq.
- Astylis Wight
- Brexiopsis H.Perrier
- Calyptosepalum S.Moore
- Cyclostemon Blume
- Discophis Raf.
- Dodecastemon Hassk.
- Freireodendron Müll.Arg.
- Guya Frapp.
- Hemicyclia Wight i Arn.
- Humblotia Baill.
- Laneasagum Bedd.
- Liparena Poit. ex Leman
- Liparene Baill.
- Palenga Thwaites
- Paracasearia Boerl.
- Periplexis Wall.
- Pycnosandra Blume
- Riseleya Hemsl.
- Sphragidia Thwaites
- Stelechanteria Thouars ex Baill.